# Paix sur les champs
Paix sur les champs (in het Nederlands ook wel Vrede over de velden) is een Belgische film uit 1970, geregisseerd door Jacques Boigelot en gebaseerd op de gelijknamige roman van Marie Gevers. Het was de eerste Belgische film die genomineerd werd voor de Academy Award voor Beste Niet-Engelstalige film.

## Verhaal
Paix sur les champs speelt zich af in 1925 en vertelt het verhaal van Stanne Vanasche (Christian Barbier), een Vlaamse boer uit het Pajottenland die ervan verdacht wordt twintig jaar geleden zijn vrouw vermoord te hebben. Ook al werd hij destijds onschuldig verklaard, de familie van de vrouw koestert nog steeds grote wraakgevoelens tegenover Stanne. Stannes zoon wordt echter verliefd op de jongere zus van de dode vrouw. Het huwelijk wordt door beide families uiteraard verboden, maar dan krijgt Stanne plots last van zijn geweten...

## Rolverdeling
| Acteur            | Personage       |
| ----------------- | --------------- |
| Christian Barbier | Stanne Vanasche |
| Georges Poujouly  | Louis           |
| Claire Wauthion   | Lodia           |
| Héléna Manson     | Johanna         |
| Arlette Schreiber | Rosa            |
| Nicole Valberg    | Julia           |
| Lucien Raimbourg  | Jardinier       |
| Vandéric          | Aloysius        |
| Marthe Dugard     | zuster Thérésia |
| Josi Jolet        | Jules           |
| Irène Vernal      | Fine            |
| Gilbert Charles   | Curé            |